# Lado Gudiaschwili

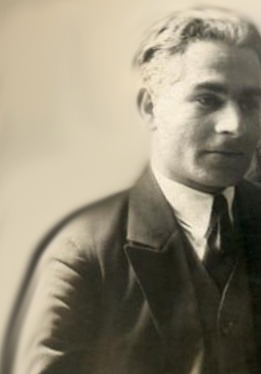
Lado Gudiaschwili

Wladimir (Lado) Gudiaschwili (georgisch ვლადიმერ (ლადო) გუდიაშვილი; * 18. März 1896 in Tiflis; † 20. Juli 1980 ebenda) war ein georgischer Maler.

## Leben

### Jugend und Ausbildung
Er wurde als Sohn eines Eisenbahnangestellten geboren und begann schon als Kind viel zu zeichnen. Von 1910 bis 1914 studierte an der Tiflisser Kunsthochschule, arbeitete anschließend als Kunstlehrer an einem Gymnasium. Zwischen 1914 und 1918 gehörte er zum georgischen Künstlerkreis der Blauen Hörner, die den Symbolismus mit traditionellen Elementen verbanden. 1915 traf er den naiven Künstler Niko Pirosmani, dem er später verschiedene Werke widmete. Im Mai 1919 eröffnete die erste Ausstellung mit 80 seiner Werke in Tiflis.

### Paris
Im gleichen Jahr erhielt er ein Stipendium für die private Ronson Akademie in Paris. Auf dem Salon d'Automne 1920 erregten seine Werke großes Aufsehen. Er besuchte regelmäßig die Künstlerkolonie La Ruche, lernte dort die Maler Pablo Picasso, Amedeo Modigliani, Fernand Léger und Maurice Utrillo sowie die Dichter Louis Aragon und André Breton kennen. Es folgten Ausstellungen in Bordeaux, Marseille und Lyon, später in London, Rom, Brüssel, Berlin, Amsterdam und New York. Galerien in Frankreich, Spanien, den Niederlanden und Italien erwarben seine Gemälde. Trotz beruflicher Angebote in Frankreich, kehrte er 1926 zurück nach Georgien, lehrte an der Tiflisser Kunsthochschule.

### Stil und Themen
Gudiaschwili war äußerst vielseitig. Er schuf Ölgemälde, Fresken und Zeichnungen, er arbeitete mit Tusche, Wasserfarben, Gouachen oder mischte seine Mittel. Er illustrierte Bücher, schuf satirische Zeichnungen und Bühnenbilder. Er malte historische Bilder und Porträts, allegorische Kompositionen und dekorative Tafelbilder, beschäftigte sich mit mythologischen und politischen Themen. Er wechselte von epischen zu lyrischen Leitmotiven, von der Tragödie zum Pamphlet. Er verherrlichte Schönheit und Liebe, schreckte aber auch nicht davor zurück, die Hässlichkeit, die Schrecken des Krieges und die Gewalt darzustellen.
In seinen frühen Arbeiten neigte er zur dramatische Groteske und dem Mysterium (Zozchali, 1920, Georgisches Kunstmuseum, Tiflis). Nach 1926 wandte er sich den Traditionen kaukasischer und persischer Kunst zu. Die Welt nahm er stärker als Theater wahr. Gern nutzte er Allegorien. Im Bild Der Gang der Seraphita (1940) steht eine ebenso gnädige wie schöne Frau im Mittelpunkt. Sie stellt die Gottheit der Erde dar. 1946 gestaltete er Freskos für die die Altar-Apsis der Kaschweti-Kirche in Tiflis. Dafür wurde er aus der KPdSU ausgeschlossen und von der Tiflisser Kunsthochschule entlassen.
In einem umfangreichen Antifaschistischen Zyklus von Tuschezeichnungen entwickelte sich Gudiaschwili zu einem "georgischen Goya". Die Zeichnungen zeigen Ruinen der Kunst, die von halb-tierischen, halb-menschlichen Monstern umzingelt werden oder nackte Göttinnen symbolisieren den Gedanken vom Tod der Kultur.

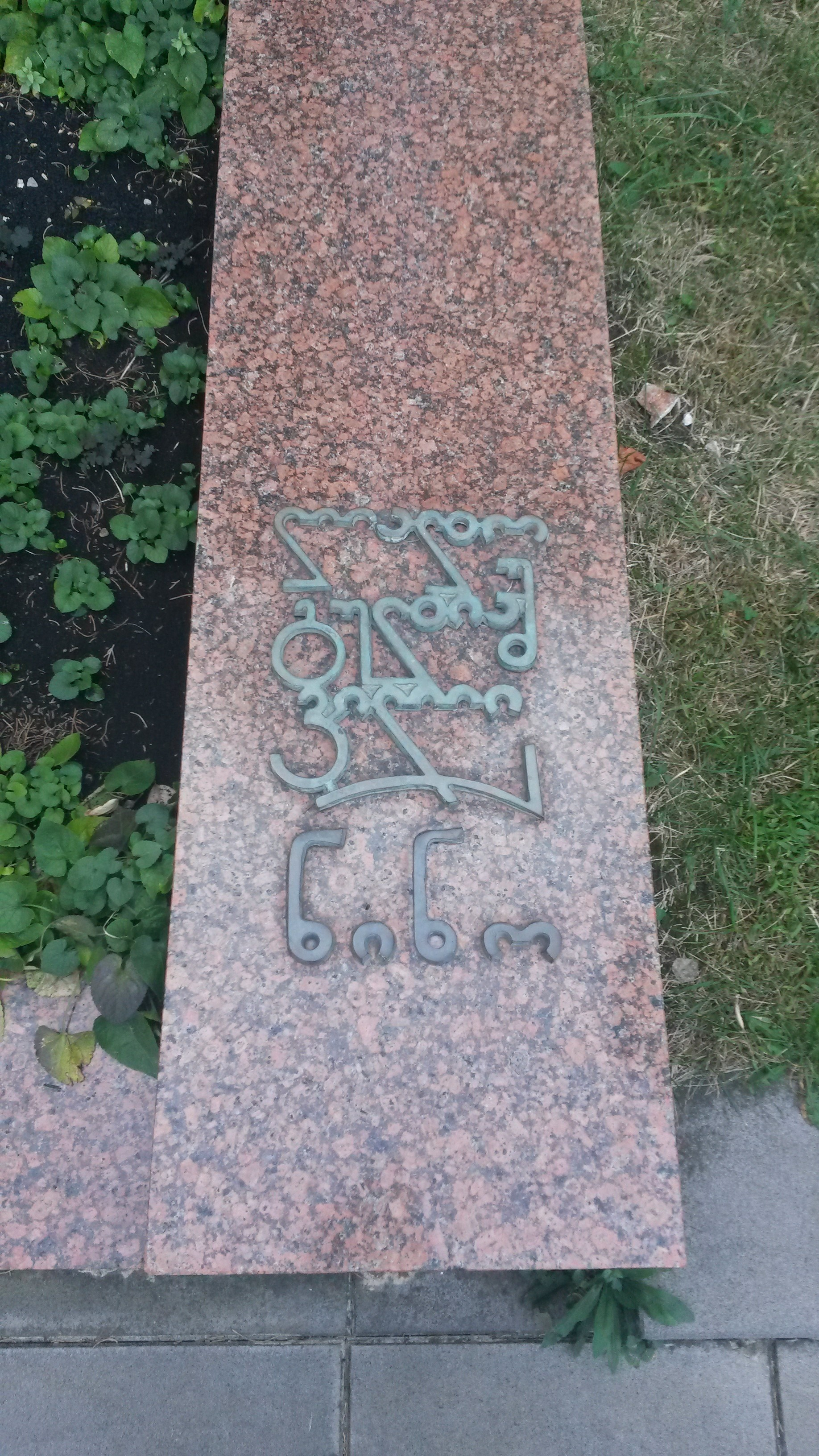
Grab auf dem Mtazminda-Pantheon

### Auszeichnungen
1972 wurde er mit dem Titel Volkskünstler der UdSSR ausgezeichnet, 1976 mit dem Titel Held der sozialistischen Arbeit. Nach seinem Tode wurde er auf dem Pantheon am Berg Mtazminda in Tiflis beigesetzt. In Tiflis wurde die Straße vor dem Staatlichen Georgischen Kunstmuseum nach ihm benannt. Der Asteroid des mittleren Hauptgürtels (2595) Gudiachvili wurde nach ihm benannt.